# Frederick Tuckett
Pour les articles homonymes, voir Tuckett.
Frederick Tuckett (Winterbourne, 21 février 1807-Londres, 16 avril 1876) est un explorateur et topographe britannique.

## Biographie
Né dans une famille de quakers originaire de Bristol, il travaille comme topographe quelque temps en Angleterre puis aux États-Unis (1829) avant d'être nommé ingénieur de la compagnie de Nouvelle-Zélande sur le chantier de la fondation de la ville de Nelson en Nouvelle-Zélande (novembre 1842).
Alors qu'il explore la zone, il parvient à échapper au massacre de Wairau, affrontements avec les Maoris et s'enfuit sur un bateau. Il devient ensuite topographe pour l'implantation de la ville de Nouvelle-Édimbourg et mène une longue expédition de la zone Sud-est de l'île Sud de la Nouvelle-Zélande, où se situe aujourd'hui Otago Harbour.
Rentré en Angleterre en 1847, il meurt à Londres en 1876.

## Écrits
- Journal, 1834
- Do Not Emigrate Yet, 1850
- The Otago Survey: The Future Site of Dunedin, publié en 2005